# David Ho

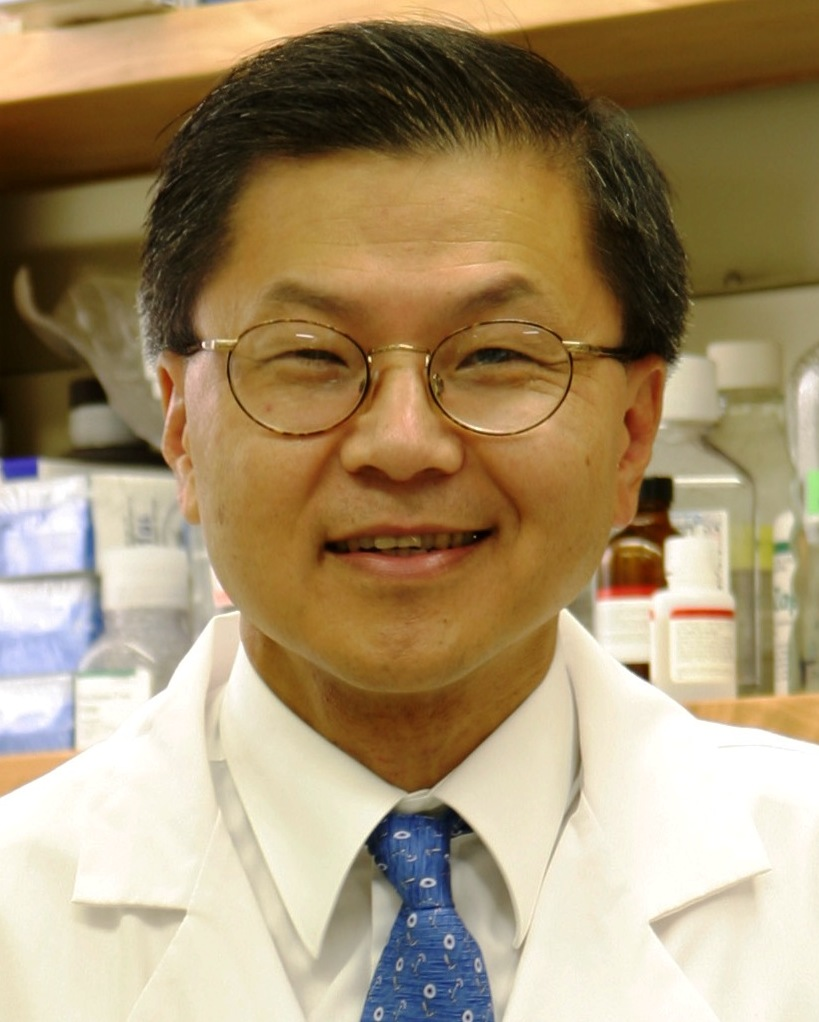

David Da-i Ho (Chinees: 何大一) is een Taiwanees-Amerikaanse aidsonderzoeker, arts en viroloog.
Time Magazine riep Ho in 1996 uit tot Man of the Year voor zijn onderzoek naar aids.
- International Standard Name Identifier: 0000 0001 1463 9356
- Library of Congress Control Number: no00027016
- Nationale Bibliotheek van Tsjechië: nlk20030134246
- Système universitaire de documentation: 248187538
- Virtual International Authority File: 161205459
- WorldCat: E39PBJpjjpdMD9gpTDR43wF7pP